# Барбараш, Леонид Семёнович
Леони́д Семёнович Барбара́ш (22 июня 1941, Бабушкин, Московская область — 14 ноября 2023, Кемерово) — советский и российский кардиохирург, разрабатывавший фундаментальные и прикладные проблемы хирургии приобретённых пороков сердца, академик РАМН (2005). Заслуженный врач Российской Федерации (1996).

## Биография
Л. С. Барбараш родился 22 июня 1941 года в городе Бабушкин (ныне — Бабушкинский район Москвы). В 1954 году семья переехала в Кемерово В 1964 году окончил Кемеровский медицинский институт и работал хирургом Центральной районной больницы Кемеровского района. С 1967 по 1969 год — клинический ординатор кафедры факультетской хирургии Кемеровского медицинского института, с 1970 по 1972 год — аспирант кафедры сердечно-сосудистой хирургии ЦОЛИУВ.
В 1972 году защитил кандидатскую диссертацию на тему: «Трансплантация аортальных ксеноклапанов сердца». С 1973 года работал на кафедре хирургических болезней КМИ. В 1985 году защитил докторскую диссертацию на тему: «Экспериментально-клиническое обоснование применения новых моделей ксенобиопротезов в хирургическом лечении митрального порока сердца».
В 1990 году Л. С. Барбараш возглавил созданное по его инициативе МУЗ «Кемеровский кардиологический диспансер». В 1999 году он был избран членом-корреспондентом (с 2005 года — академиком) РАМН. С 2000 года являлся директором научно-производственной проблемной лаборатории реконструктивной хирургии сердца и сосудов с клиникой Сибирского отделения РАМН, преобразованной в 2008 году в НИИ комплексных проблем сердечно-сосудистых заболеваний Сибирского отделения РАМН.
С 2002 года являлся председателем Учёного совета Кузбасского научного центра — филиала Сибирского отделения РАМН.
В 2004 году инициировал создание Кузбасского благотворительного фонда «Детское сердце», являлся его президентом.
Скончался 14 ноября 2023 года в Кемерово на 83-м году жизни.

## Научная деятельность
С 1970-х годов основное внимание Л. С. Барбараша сосредоточено на разработке фундаментальных и прикладных проблем хирургии приобретённых пороков сердца.
С 1978 года под его руководством велась работа по созданию новых моделей биологических протезов клапана сердца для сердечно-сосудистой хирургии, результатом чего стало создание в Кемерово предприятия по их производству (ныне ЗАО «НеоКор»).
В 1990 году Л. С. Барбараш возглавил инициативную группу по созданию в Кузбассе крупного специализированного центра кардиологии. Под руководством учёного выполнено 20 кандидатских и 7 докторских диссертаций.
Автор более 600 научных работ, 36 изобретений и полезных моделей, 10 монографий и книг, среди которых: «Биопротезы клапанов сердца: проблемы и перспективы» (1995), «Очерки поведенческой психологии здоровья» (1995), «Биологические протезы артерий» (1996), «Хронобиологические аспекты кардиологии и кардиохирургии» (2001), «Инфаркт миокарда» (2001).
Являлся действительным членом Международного общества сердечно-сосудистых хирургов, Европейской ассоциации кардио-торакальных хирургов, Ассоциации сердечно-сосудистых хирургов России, Проблемной комиссии Минздрава РФ по хирургии.
Создал систему клапан в клапане.

## Награды
- Отличник здравоохранения (1989);
- Заслуженный врач Российской Федерации (1996)
- лауреат Премии Правительства Российской Федерации в области науки и техники (2001);
- Медаль «За заслуги перед Кузбассом» (2002);
- лауреат премии имени А. Н. Бакулева (2004) — «за создание современного кардиохирургического Центра и большой личный вклад в проблему биопротезирования»;
- Орден «Доблесть Кузбасса» (2005);
- Национальная премия «Призвание» (2007) в номинации «За создание нового метода лечения» — за создание уникальных отечественных биологических протезов клапанов сердца и особого метода их консервации.
- Орден Почёта (2007).
- Орден Пирогова (2021)[6] — «за большой вклад в развитие науки и многолетнюю добросовестную работу».

## Семья
Его отец — кадровый военнослужащий, инженер-подполковник Семён Семёнович (Зейликович) Барбараш (1904—?), уроженец Балты, работал военным представителем на оборонном заводе, кавалер двух орденов Красной Звезды и ордена Ленина. Мать — Ирина Давыдовна Форм (1913—?).
Супруга — Нина Алексеевна Барбараш (род. 1939).
Дочери: кардиологи Ольга (род. 1961) и Светлана (род. 1971).

## Интересные факты
Кемеровский кардиологический диспансер, основанный Леонидом Семёновичем в 1990 году, назван в его честь 13 июля 2016 года. Был доверенным лицом Путина В.В. на выборах 2018 года.